# 臺灣蜥鰻
臺灣蜥鰻（学名：Saurenchelys taiwanensis）为辐鳍鱼纲鳗鲡目鴨嘴鰻科蜥鰻屬下的一个种，该物种于2004年由Emma Stanislavovna Karmovskaya描述，栖息深度可达1043米至1102米，体长可达34.2公分。